# Gonomyia adunca
Gonomyia adunca är en tvåvingeart som beskrevs av Alexander 1921. Gonomyia adunca ingår i släktet Gonomyia och familjen småharkrankar. Inga underarter finns listade i Catalogue of Life.